# Kaliszaki
Kaliszaki – część wsi Niemirówek-Kolonia w Polsce położona w województwie lubelskim, w powiecie tomaszowskim, w gminie Tarnawatka.
W latach 1975–1998 Kaliszaki administracyjnie należały do województwa zamojskiego.